# Villa Golsen

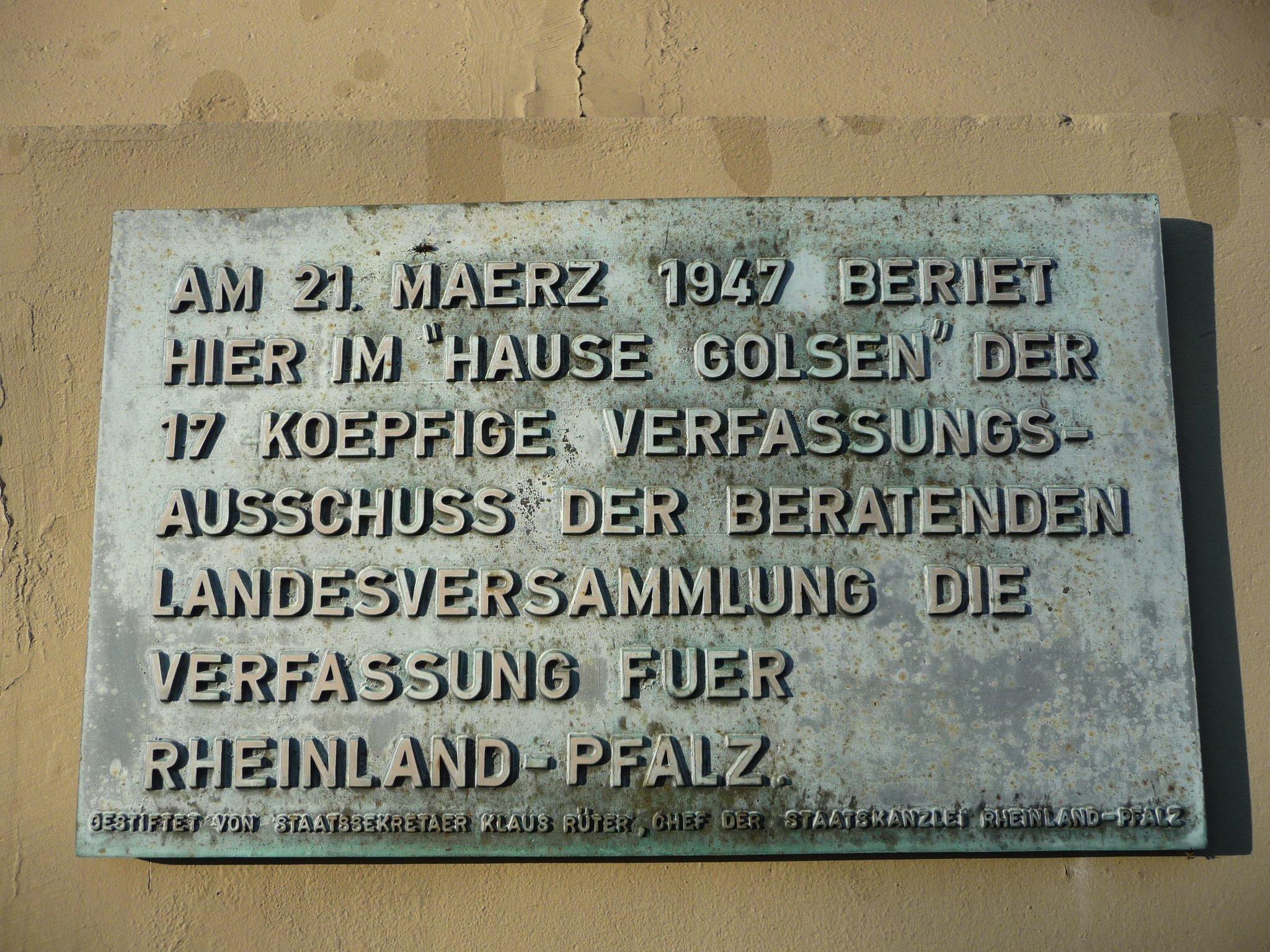
Indotafel am Gebäude

Die Villa Golsen ist ein Bauwerk in der Ortsgemeinde Zellertal. Sie steht unter Denkmalschutz.

## Lage
Die Villa befindet sich innerhalb des Ortsteils Zell innerhalb der Zeller Hauptstraße, die mit der Kreisstraße 64 identisch ist.

## Bauwerk
Beim Ensemble handelt es sich um eine Hofanlage aus der zweite Hälfte des 19. Jahrhunderts. Sie beinhaltet ein villenartiges Herrenhaus mit reicher Dachlandschaft, das 1888 entstand und vom Architekten August Nopper aus München über dem älteren Keller entstand. Hinzu kommt eine Fachwerkremise, die aus einem dreischiffigen, kreuzgewölbten Stall besteht; im Kern beinhaltet sie einen mutmaßlich barocken Verwalterbau mit Walmdach. Darüber hinaus gehört zum Ensemble ein Landschaftspark, in dem sich ein gusseiserner Röhrenbrunnen befindet, der mit der Jahreszahl 1877 bezeichnet ist.

## Geschichte
Ursprünglich hieß das Gebäude „Weingut Golsen“; bis in die Gegenwart wird es als Weingut betrieben. Am 21. März 1947 tagte der Verfassungsausschuss der Beratenden Landesversammlung des rund einem Jahr zuvor gegründeten Bundeslandes Rheinland-Pfalz im Haus.